# Church of Our Lady of Perpetual Succour (Chapeltown of Glenlivet)

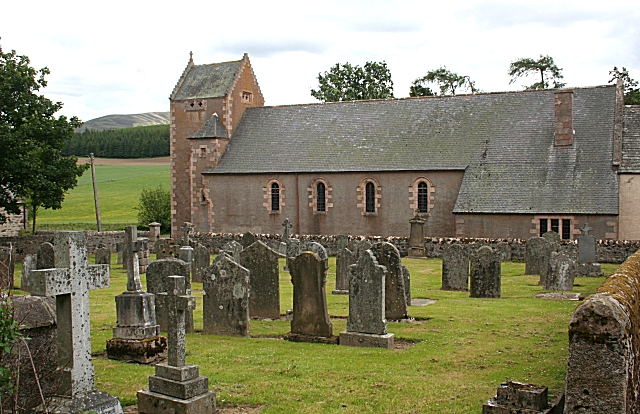
Church of Our Lady of Perpetual Succour

Die Church of Our Lady of Perpetual Succour (Kirche Unserer Lieben Frau von der immerwährenden Hilfe) ist ein römisch-katholisches Kirchengebäude in der Ortschaft Chapeltown of Glenlivet in der schottischen Council Area Moray. 1972 wurde das Bauwerk in die schottischen Denkmallisten zunächst in der Kategorie B aufgenommen. Die Hochstufung in die höchste Denkmalkategorie A erfolgte 1987.

## Geschichte
Die Kirche befindet sich in einer – ungewöhnlich für Schottland – vornehmlich römisch-katholischen Region. Nach der Schließung des nahegelegenen Priesterseminars Scalan College im Jahr 1799 strebte dessen Vorsteher Paul MacPherson den Bau einer katholischen Kirche in der Region an. Es sollte bis 1828 dauern, bis der Kirche ein ödes Landstück zur Verfügung gestellt wurde. Auf diesem wurden ein Kirchengebäude sowie eine Schule errichtet. Vermutlich plante der in Keith tätige Geistliche Walter Lovi, der auch weitere katholische Kirchen entwarf, den Neubau. Im Jahr 1840 wurde eine Sakristei ergänzt.
Der Bau der heutigen Church of Our Lady of Perpetual Succour am selben Standort begann 1896 und wurde im Folgejahr abgeschlossen. Die ältere Kirche sowie die Schule wurden hierzu abgetragen. Die im Laufe des Jahrhunderts aufgestockte Sakristei blieb hingegen erhalten. Für den Entwurf zeichnet der schottische Architekt John Kinross verantwortlich. Der Marquess of Bute finanzierte den Bau.

## Beschreibung
Die Church of Our Lady of Perpetual Succour steht am Südrand des Weilers Chapeltown of Glenlivet nahe dem Oberlauf des Crombie Waters. Sie ist schlicht im Stil der schottischen Neoromanik ausgestaltet. Die Fassaden der Saalkirche sind mit rosafarbenem Harl verputzt. Granitdetails sind abgesetzt. An der Südseite ragt ein dreigeschossiger Glockenturm mit quadratischem Grundriss auf, an dessen Fuß sich das zweiflüglige Hauptportal mit ornamentierten gusseisernen Beschlägen befindet. Oberhalb des Portals steht eine Marienstatue in einer schlichten Ädikula. Der Turm mit abgesetzten Ecksteinen schließt mit einem Satteldach mit Staffelgiebeln. Darunter ist das Mauerwerk mit Vierpässen ornamentiert. Entlang des vier Achsen weiten Langhauses sind Rundbogenfenster mit schlichten Bekrönungen eingelassen. Die Rundbogenfenster des Chors sind hingegen zu Drillingen gekuppelt.